# Francie na Zimních olympijských hrách 1972
Francii na Zimních olympijských hrách v roce 1972 reprezentovala výprava 40 sportovců (33 mužů a 7 žen) v 9 sportech.

## Medailisté
| Medaile | Jméno                | Sport           | Soutěž           |
| ------- | -------------------- | --------------- | ---------------- |
| Stříbro | Danièle Debernardová | Alpské lyžování | Ženy slalom      |
| Bronz   | Florence Steurerová  | Alpské lyžování | Ženy slalom      |
| Bronz   | Patrick Pera         | Krasobruslení   | Muži jednotlivci |